# Younis Mahmoud
Younis Mahmoud Khalaf (tiếng Ả Rập: يونس محمود خلف;, Iraq), là một cựu tiền đạo và hiện là Chủ tịch Hiệp hội cầu thủ cũ của Iraq. Được coi là một trong những cầu thủ vĩ đại nhất Iraq, Mahmoud là đội trưởng trong mười năm liền và trở thành một biểu tượng của bóng đá châu Á. Anh từng chơi cho các câu lạc bộ ở Iraq, UAE, Qatar và Ả Rập Saudi, giành được nhiều kỷ lục trong sự nghiệp như trở thành cầu thủ đầu tiên ở Qatar ghi hai hat-trick trong cùng một trận đấu.
Bàn thắng quốc tế chính thức đầu tiên của Mahmoud là bàn gỡ hòa ở phút thứ 89 trong trận chung kết Giải vô địch WAFF 2002. Vào năm 2005, anh đã ghi bàn trong trận chung kết Thế vận hội Tây Á 2005, đưa đội tuyển đến một chiến thắng trong giải đấu khác, trước khi anh trở thành đội trưởng đội tuyển quốc gia một năm sau đó. Vào năm 2007, Mahmoud đã đạt được vinh dự tốt nhất trong sự nghiệp của anh, dẫn dắt đội tuyển của mình giành được AFC Asian Cup 2007, thành công đầu tiên của đội tuyển, anh được đánh giá là người có công nhất khi ghi bàn thắng trong trận chung kết và giành được giải thưởng Chiếc giày vàng, Cầu thủ đáng giá nhất tại giải đấu. Vào năm 2007, Mahmoud trở thành cầu thủ Iraq duy nhất từng được đề cử Quả bóng Vàng.
Anh tiếp tục góp mặt trong đội tuyển quốc gia đến năm 2016, chơi trong cả ba trận đấu FIFA Confederations Cup 2009 của Iraq , trở thành cầu thủ khoác áo nhiều nhất trong lịch sử bóng đá Iraq và cầu thủ ghi bàn đứng thứ ba quốc gia từ trước đến nay. [6] Anh cũng là cầu thủ duy nhất trong lịch sử ghi bàn ở bốn giải đấu khác nhau (và liên tiếp) của AFC Asian Cup (một bàn vào năm 2004, bốn bàn vào năm 2007, một bàn vào năm 2011 và hai bàn vào năm 2015).

## Sự nghiệp câu lạc bộ
Năm 1998, Mahmoud chuyển đến đội bóng lớn nhất của Kirkuk, Kirkuk FC, đội đang ở hạng hai vào thời điểm đó, và họ đã được thăng hạng trong mùa giải đầu tiên của anh ấy. Anh ghi bàn thắng đầu tiên cho Kirkuk ở vòng 8 Giải Ngoại hạng Iraq 1999– 2000 (sau đó được gọi là Giải hạng nhất Iraq) trong chiến thắng 3–0 trước Al-Kadhimiya. Kirkuk không đủ điều kiện tham dự Giải Ngoại hạng Iraq 2000–01 (sau đó được gọi là Giải Ưu tú Iraq) và do đó chơi ở giải hạng hai, nhưng họ đã cố gắng thăng hạng trở lại giải hạng cao nhất ở lần đầu tiên yêu cầu bằng cách giành chiến thắng giải đấu, với Mahmoud là cầu thủ ghi bàn nhiều thứ hai của giải hạng hai với 19 bàn. Tại Kirkuk, anh được phát hiện bởi các tuyển trạch viên của các đội Al-Shorta và Al-Talaba có trụ sở tại Baghdad, hai trong số những câu lạc bộ lớn nhất của Iraq, và anh đã thử việc với Al-Shorta nhưng bị huấn luyện viên Ahmed Radhi từ chối. Sau đó, Mahmoud chuyển đến Al-Talaba.

### Al-Talaba
e.

#### Al-Shorta (Cho mượn)
Mahmoud chơi cho Al-Shorta trong Giải vô địch Cảnh sát Ả Rập năm 2002, một cuộc thi cho các câu lạc bộ Cảnh sát ở thế giới Ả Rập (tức là các câu lạc bộ có tên 'Al-Shorta'). Al-Shorta thắng cả bốn trận bóng họ chơi và họ chỉ để thủng lưới 1 bàn trong toàn bộ giải đấu. Họ đã giành chiến thắng trong cuộc thi kết thúc 7 điểm trước đội xếp thứ 2. Đây là lần thứ 5 Al-Shorta giành giải vô địch cảnh sát Ả Rập trong lịch sử của họ

#### Al-Wahda (loan)
Sau khi bắt đầu Chiến tranh Iraq năm 2003, bóng đá ở Iraq đã bị đình trệ, vì vậy Mahmoud chuyển đến câu lạc bộ Al-Wahda của câu lạc bộ Abu Dhabi theo dạng cho mượn. Anh đã ghi bàn tại AFC Champions League 2004 trong chiến thắng 3 trận0 trước câu lạc bộ Iraq Al-Quwa Al-Jawiya. Vài tháng sau khi cho mượn, anh ta đã cãi nhau với người quản lý của câu lạc bộ, người sau đó đã từ chối chơi anh ta trong bất kỳ trận đấu nào kể từ đó.
Sau AFC Asian Cup 2004, Mahmoud ký hợp đồng với câu lạc bộ Qatar Stars League Al-Khor. Trong giải đấu 2004–05 Qatar Stars League, Al-Khor kết thúc ở vị trí thứ 3 và Mahmoud ghi 19 bàn, số tiền cao thứ 3 trong giải đấu. Anh đã phá ba kỷ lục trong một trận đấu trong chiến thắng 8 trận0 trước Al-Shamal. Ghi được 6 bàn thắng trong trận đấu, anh trở thành cầu thủ duy nhất có được hai hat-trick trong một trận đấu. Anh cũng ghi bàn thắng nhanh nhất trong một trận đấu, mất 30 giây để ghi bàn sau khi trận đấu bắt đầu. Hơn nữa, anh là cầu thủ duy nhất trong mùa giải đó ghi ba bàn trong mỗi hiệp đấu với hai thủ môn khác nhau. Anh ấy hỗ trợ trong hai mục tiêu khác trong trận đấu. Al-Khor đã bị loại khỏi Tiểu vương quốc Qatar năm 2005 tại vòng tứ kết, thua trên chấm phạt đền trước Al-Sadd sau trận hòa 2 trận 2 trong đó Mahmoud ghi bàn. Al-Khor đã giành Cup Thái tử Qatar mặc dù với Mahmoud ghi 4 bàn trong cuộc thi đó bao gồm 2 bàn trong trận chung kết mà Al-Khr giành được 2 trận1.
Al-Khor kết thúc ở vị trí thứ 7 đáng thất vọng tại Giải bóng đá ngôi sao Qatar năm 2005, nhưng Mahmoud đã ghi được 20 bàn thắng ấn tượng, số tiền cao thứ 2 trong giải đấu. Họ một lần nữa bị loại ở vòng tứ kết Cúp quốc gia Qatar và Mahmoud đã ghi 2 bàn trong cuộc thi đó

### Al-Gharafa

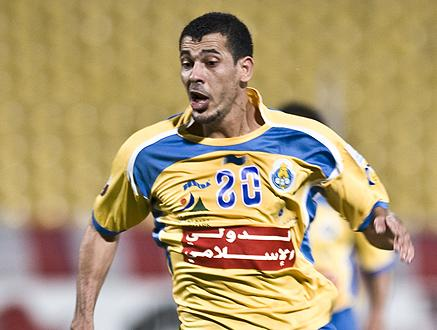
Younis Mahmoud playing for Al-Gharafa in 2009.

Mahmoud chuyển đến Al-Gharafa năm 2006 và anh sẽ ở đó trong 5 năm tới. Al-Gharafa kết thúc với tư cách là á quân của Giải đấu Ngôi sao Qatar 2006, và 19 bàn thắng của Mahmoud đã chứng kiến anh ấy nhận giải thưởng Chiếc giày vàng lần đầu tiên trong sự nghiệp. Al-Gharafa là á quân của Qatar Crown Prince Cup và Mahmoud ghi 1 bàn, trong trận bán kết. Họ đã bị loại khỏi Tiểu vương quốc Qatar trong trận bán kết và Mahmoud đã ghi 1 bàn, trong trận tứ kết.
Mahmoud bắt đầu mùa giải bằng cách giành Cup Sheikh Jassim 2007 và ghi 2 bàn trong trận chung kết, cả hai đều ở hiệp phụ. Mahmoud đã giành được chức vô địch Qatar Stars League đầu tiên của mình vào năm 2007 2007 và đạt được 16 bàn thắng, số tiền cao thứ 4 trong giải đấu. Al-Gharafa thua trận chung kết Cúp Hoàng tử Qatar, với Mahmoud ghi được 2 lần trong trận bán kết. Họ cũng thua trận chung kết của Tiểu vương quốc Qatar và Mahmoud đã ghi 3 bàn trong cuộc thi đó bao gồm 1 trong trận chung kết. Al-Gharafa bị loại khỏi vòng bảng AFC Champions League 2008 và Mahmoud đã ghi 1 bàn trong cuộc thi đó.

#### Al-Arabi (loan)
Mahmoud đã gia nhập Al-Arabi vào đầu mùa giải 2008-09 theo dạng cho mượn và giành Cup Jassim với câu lạc bộ. Anh ấy đã ghi 2 bàn thắng cho Al-Arabi tại 2008-09 Qatar Stars League..

#### Return to Al-Gharafa
Mahmoud trở lại Al-Gharafa giữa mùa giải và ghi 1 bàn cho họ trong giải đấu 2008-09 Qatar Stars League, khi họ lên ngôi vô địch giải đấu một lần nữa. Anh chơi ở Qatar Crown Prince Cup nhưng Al-Gharafa thua trận bán kết trước Qatar SC. Tuy nhiên, họ đã giành được Cup Qatar Cup 2009 và Mahmoud đã ghi 3 bàn trong cuộc thi đó.
Mahmoud đã giành chức vô địch lần thứ ba liên tiếp với Al-Gharafa trong mùa giải này, và anh đã ghi được 21 bàn thắng giúp anh nhận được giải thưởng Chiếc giày vàng một lần nữa. Anh đã ghi 4 bàn ở Cúp Sheikh Jassim 2009, trong đó Al-Gharafa bị loại ở bán kết, và 3 bàn ở Qatari Stars Cup 2009 (bao gồm 2 trong trận chung kết) mà Al-Gharafa giành được. Trong trận chung kết Cúp Hoàng tử Qatar 2010, Mahmoud đã ghi 2 bàn để dẫn Al-Gharafa giành thêm một cúp nữa. Al-Gharafa bị loại khỏi Cúp quốc gia Qatar 2010 tại tứ kết, và AFC Champions League 2010 (trong đó Mahmoud ghi 4 bàn) tại tứ kết.
Chiến dịch của anh bắt đầu với Cúp Sheikh Jassim 2010, nơi Al-Gharafa bị loại ở vòng bảng; Mahmoud lập hat-trick trong chiến thắng 5 trận0 trước Al-Markhiya trong cuộc thi đó. Trong giải đấu Stars11 Qatar Stars League 2010, Al-Gharafa kết thúc ở vị trí thứ hai và Mahmoud đã giành giải thưởng Chiếc giày vàng lần thứ ba, với 15 bàn thắng. Al-Gharafa bị loại ở vòng bảng Cúp Ngôi sao Qatari 2010, nhưng họ đã giành Cúp Hoàng tử Qatar 2011 và thua trận chung kết Cúp quốc gia Qatar 2011 (nơi Mahmoud ghi 1 bàn trong trận tứ kết). Tại AFC Champions League 2011, Al-Gharafa bị loại ở vòng bảng, nơi Mahmoud lập hat-trick vào lưới Al-Jazira.

### Al-Wakrah

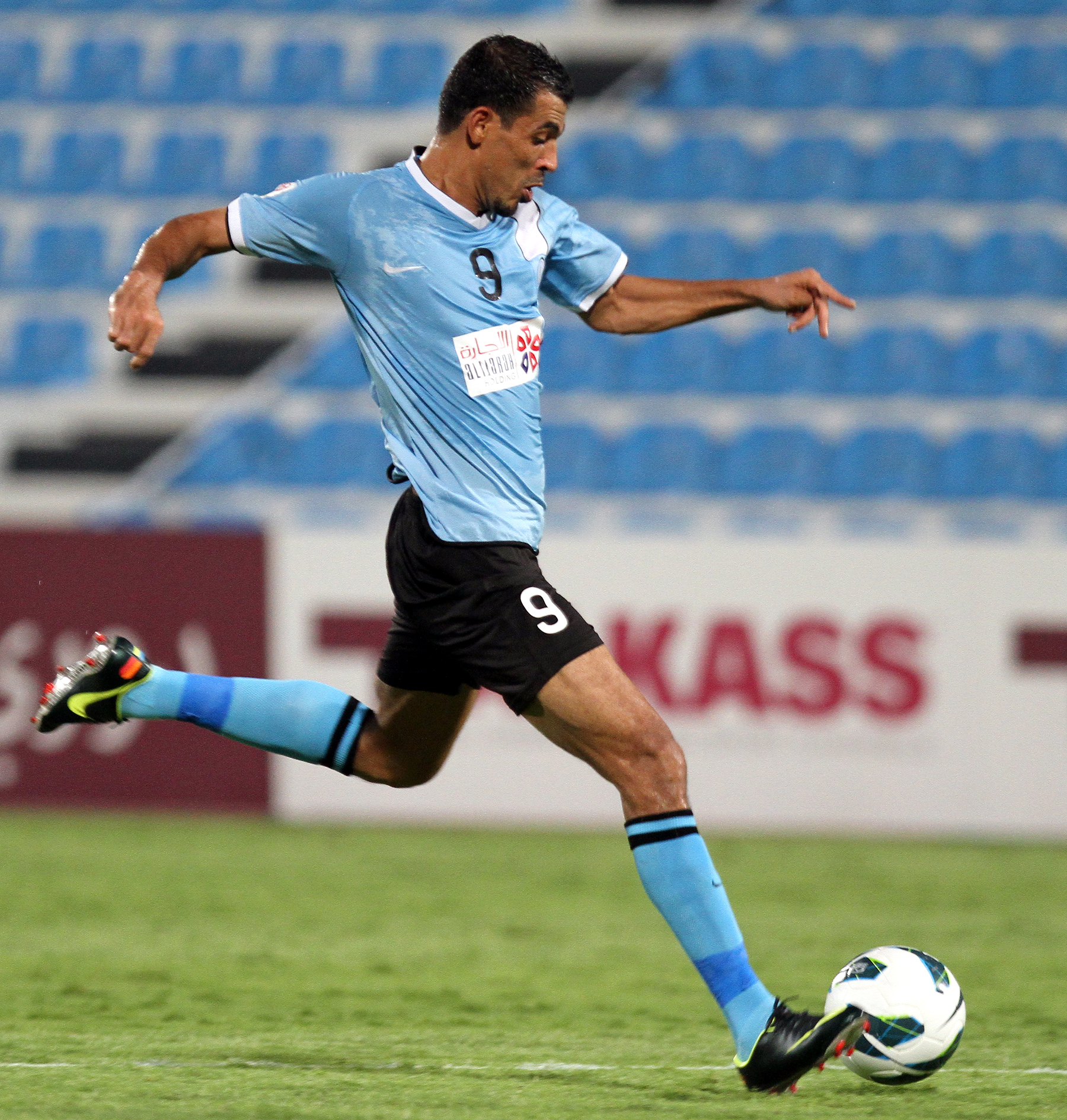
Younis Mahmoud playing for Al-Wakrah in 2012.

Năm 2011, Mahmoud ký hợp đồng với Al-Wakrah, người đã kết thúc ở vị trí thứ 7 trong giải đấu mùa trước. Al-Wakrah đã bị loại khỏi Cup Sheikh Jassim 2011 ở vòng bảng, và họ đã kết thúc ở vị trí thứ 7 một lần nữa trong Giải đấu 2011 Stars12 Qatar Stars League; Mahmoud ghi 8 bàn trong giải đấu. Mahmoud có được vinh dự đầu tiên với Al-Wakrah khi họ giành được Qatari Stars Cup 2011, với Mahmoud ghi 1 bàn trong trận bán kết (và cũng thiếu một quả phạt đền). Tại Cup Qatar Cup 2012, Al-Wakrah đã thua trận tứ kết trước câu lạc bộ tương lai của Mahmoud Al-Sadd.
Al-Wakrah đã bị loại ở vòng bảng Cup Jassim Cup một lần nữa vào năm 2012. Mahmoud đã ghi 8 bàn thắng cho Al-Wakrah mùa này. Họ đã bị loại ở vòng bảng 2012-13 Qatar Stars Cup.

### Al-Sadd
Vào ngày 8 tháng 2 năm 2013, vài ngày sau khi Al-Wakrah bị loại khỏi Qatari Stars Cup, Mahmoud đã ký hợp đồng với Al-Sadd, tham gia cho đến hết mùa giải 2012-13. Anh ra mắt giải đấu vào ngày 11 tháng 2 năm 2013, trong chiến thắng 3 trận0 của Al-Sadd trước Al-Sailiya. Mahmoud đã ghi 2 bàn thắng cho Al-Sadd trong mùa giải 201213 và Al-Sadd đã giành chức vô địch khi Mahmoud đạt được danh hiệu Qatar Stars League thứ tư. Mahmoud đã cân bằng kỷ lục của Nasser Kamile về số bàn thắng ở Qatar Crown Prince Cup sau khi ghi bàn vào lưới Al-Rayyan trong trận bán kết vào ngày 26 tháng Tư. Anh ấy đã ghi bàn thắng thứ 10 của mình, trói buộc anh ấy với Kamile, người đã tham gia giải đấu kể từ khi bắt đầu vào năm 1995. Mahmoud tiếp tục ghi bàn trong trận chung kết của cuộc thi đó, nhưng Al-Sadd đã thua trận đấu 3 trận2 trước Lekhwiya SC. Mahmoud cũng đã ghi bàn trong trận bán kết Cúp Qatar 2013 và Al-Sadd đã lọt vào trận chung kết, chỉ để thua 2-1 trước Al-Rayyan.

## International career

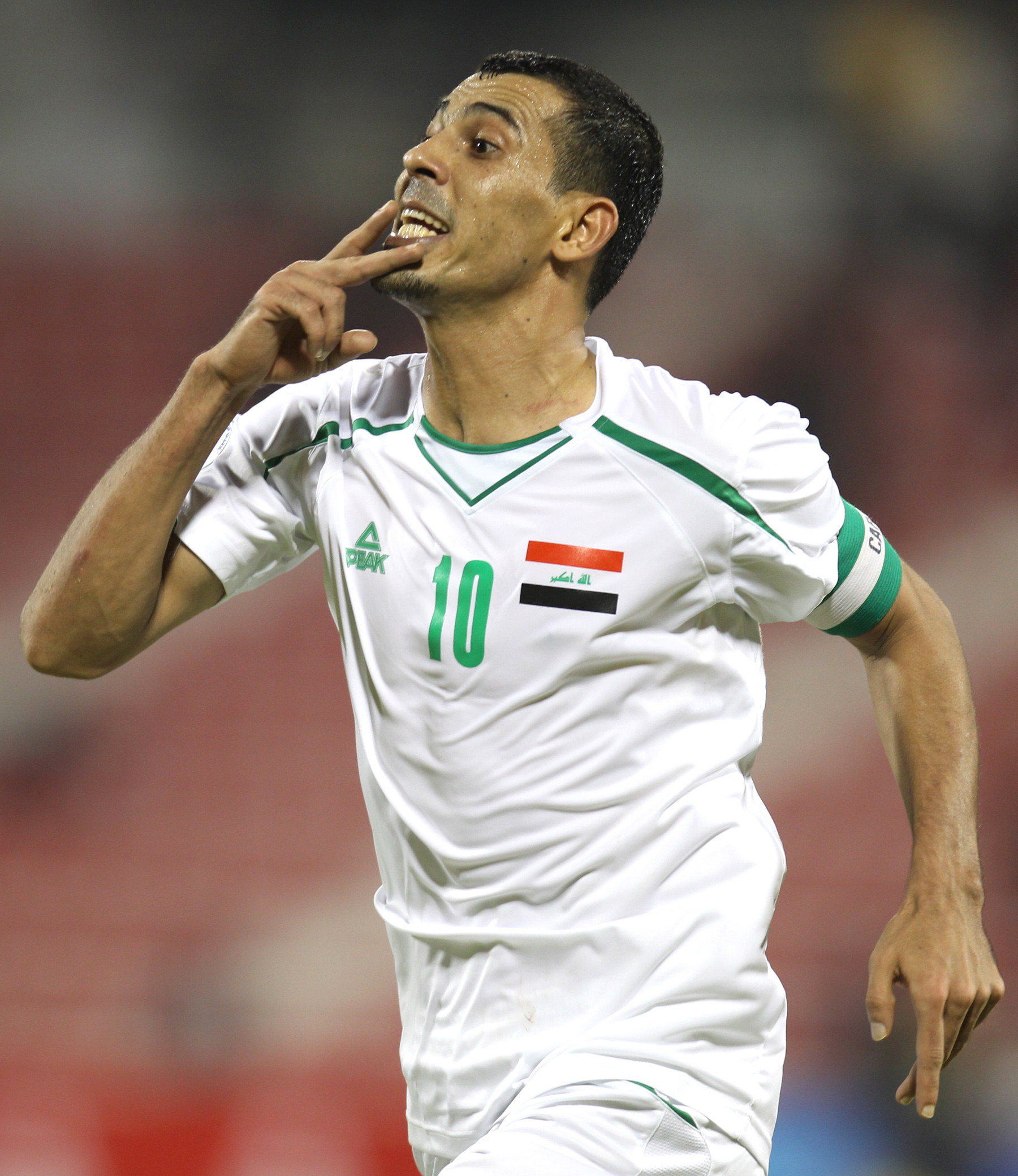
Younis Mahmoud after scoring a goal for Iraq in 2011.

Vào tháng 3 năm 2002, trong khi nhiều người nghi ngờ tính khí và thiếu kinh nghiệm của anh ấy, huấn luyện viên Adnan Hamad đã gọi Mahmoud trong đội hình của anh ấy đến trại huấn luyện của Iraq ở Ý và cho anh ấy khởi đầu trước câu lạc bộ Serie B, Cagliari Calcio và sau đó anh ấy đã ghi bàn. Trận ra mắt quốc tế đầy đủ của Mahmoud là trận gặp Syria trong trận giao hữu ở BaghdErbilo ngày 19 tháng 7 năm 2002. Bàn thắng đầu tiên của anh đến trận chung kết Giải vô địch WAFF 2002 ở phút 89 để đưa trận đấu đến hiệp phụ, nơi Iraq giành chiến thắng nhờ bàn thắng vàng của Haidar Mahmoud. Trong trận đấu tiếp theo của anh ấy với Iraq, vòng loại AFC Asian Cup 2004, anh ấy đã ghi 4 bàn vào lưới Bahrain và sau đó tiếp tục lập hat-trick vào lưới Malaysia. Anh đã ghi 6 bàn cho đội Olympic ở Cúp Hữu nghị Hoàng tử Abdullah Al-Faisal năm 2003, bao gồm cú hat-trick vào lưới Al-Nassr và bàn thắng duy nhất trong trận chung kết với Morocco, khi Iraq giành cúp. Thành tích của anh năm 2003 cho thấy anh được đề cử giải Cầu thủ trẻ xuất sắc nhất châu Á.
Anh là một phần của đội tuyển vòng loại Thế vận hội Olympic 2004 của Iraq và đã ghi bàn vào lưới Oman và Kuwait khi Iraq có thể vượt qua vòng loại. Mahmoud ghi 1 bàn ở Asian Cup 2004 trước Ả Rập Saudi, và trong trận chung kết Thế vận hội, Iraq kết thúc ở vị trí thứ 4 và Mahmoud ghi 1 bàn, trước Bồ Đào Nha. Iraq đã tham gia Thế vận hội Tây Á năm 2005 và Mahmoud đã ghi được 3 bàn thắng trong giải đấu, bao gồm một bàn thắng trong trận chung kết mà Iraq tiếp tục giành chiến thắng để giành huy chương vàng. Ở LG Cup 2006, Mahmoud đã ghi 1 bàn khi Iraq kết thúc với vị trí á quân. Năm 2006, Iraq tham gia Đại hội thể thao châu Á và lọt vào trận chung kết nhưng thua Qatar; Mahmoud ghi 3 bàn trong giải đấu. Năm 2006, Mahmoud trở thành đội trưởng Iraq, tiếp quản Razzaq Farhan.
Năm 2007 là một trong những năm tốt nhất trong sự nghiệp của Mahmoud; anh ấy đã ghi được 1 bàn thắng trong Giải vô địch WAFF 2007, nơi Iraq kết thúc với vị trí á quân, và anh ấy đã ghi 4 bàn ở AFC Asian Cup 2007, bao gồm cả bàn thắng trong trận chung kết khi Iraq giành được cúp châu Á đầu tiên. Mahmoud đã giành giải thưởng Vua phá lưới và giải thưởng MVP trong giải đấu, và hoàn thành vị trí thứ 2 trong giải thưởng Cầu thủ xuất sắc nhất châu Á năm 2007 và vị trí thứ 29 trong cuộc bầu chọn Quả bóng Vàng 2007, trở thành cầu thủ Iraq đầu tiên trong lịch sử được đề cử giải thưởng Ballon uy tín. 2 năm sau, anh đã giành được chiếc cúp cuối cùng của mình cho Iraq, Cúp Quốc tế UAE năm 2009 và năm đó anh cũng tham gia Cúp Liên đoàn FIFA 2009, chơi cả ba trận của Iraq và ghi bàn thắng việt vị vào lưới New Zealand, điều không được phép.
Anh đã ghi bàn trong giải đấu Asian Cup thứ 3 liên tiếp với bàn thắng vào lưới Iran tại AFC Asian Cup 2011. Mahmoud đã ghi 7 bàn ở vòng loại FIFA World Cup 2014 nhưng Iraq đã kết thúc nhóm của họ ở vòng cuối cùng và không thể vượt qua vòng loại. Vào đầu năm 2013, Iraq đã tham dự Cúp Vịnh Ả Rập lần thứ 21 và Iraq kết thúc với tư cách là á quân; Mahmoud đã ghi 2 bàn trong giải đấu, bao gồm cả bàn thắng duy nhất của Iraq trong trận chung kết: thất bại 2 trận1 trước Các Tiểu vương quốc Ả Rập Thống nhất sau hiệp phụ. Mahmoud đã dẫn dắt Iraq đủ điều kiện tham dự AFC Asian Cup 2015 bằng cách ghi 4 bàn ở các vòng đấu loại bao gồm 2 bàn trong trận đấu quyết định với Trung Quốc. Anh ấy đã tham gia với tư cách là một trong những cầu thủ quá khổ của Iraq trong Đại hội thể thao châu Á 2014 và anh ấy đã ghi được 4 bàn thắng trong giải đấu khi Iraq giành huy chương đồng. Ở Asian Cup 2015, Iraq kết thúc ở vị trí thứ 4 và Mahmoud ghi được 2 bàn thắng (trước Palestine và Iran, anh đã trở thành cầu thủ duy nhất ghi bàn trong 4 giải đấu Asian Cup liên tiếp). Vào ngày 28 tháng 3 năm 2015, Iraq đã chơi một trận giao hữu với DR Congo và trận đấu đã chứng kiến Mahmoud trở thành cầu thủ khoác áo nhiều nhất mọi thời đại của Iraq. Mặc dù đã bước vào tuổi 30 trong chiến dịch vòng loại FIFA World Cup 2018 của Iraq, Mahmoud vẫn là cầu thủ quan trọng của Iraq và anh đã ghi 4 bàn trong nhóm của Iraq, bao gồm một cú đá phạt vào Đài Bắc Trung Quốc để đưa Iraq vào vòng chung kết. Anh tuyên bố từ giã bóng đá vào ngày 23 tháng 8 năm 2016. Nhìn chung, Mahmoud đã ghi được 57 bàn thắng trong 148 trận đấu quốc tế.

### International goals
Scores and results list Iraq's goal tally first. Only senior team goals are counted.
| #  | Ngày                 | Địa điểm                                                       | Đối thủ           | Tỷ số | Kết quả     | Giải đấu                          |
| -- | -------------------- | -------------------------------------------------------------- | ----------------- | ----- | ----------- | --------------------------------- |
| 1  | 7 tháng 9 năm 2002   | Sân vận động Al Abbassiyyine, Damascus, Syria                  | Jordan            | 2–2   | 3–2         | Giải vô địch bóng đá Tây Á 2002   |
| 2  | 8 tháng 10 năm 2003  | Sân vận động Bukit Jalil, Kuala Lumpur, Malaysia               | Bahrain           | 1–0   | 5–1         | Vòng loại Asian Cup 2004          |
| 3  | 8 tháng 10 năm 2003  | Sân vận động Bukit Jalil, Kuala Lumpur, Malaysia               | Bahrain           | 3–0   | 5–1         | Vòng loại Asian Cup 2004          |
| 4  | 8 tháng 10 năm 2003  | Sân vận động Bukit Jalil, Kuala Lumpur, Malaysia               | Bahrain           | 4–0   | 5–1         | Vòng loại Asian Cup 2004          |
| 5  | 8 tháng 10 năm 2003  | Sân vận động Bukit Jalil, Kuala Lumpur, Malaysia               | Bahrain           | 5–1   | 5–1         | Vòng loại Asian Cup 2004          |
| 6  | 20 tháng 10 năm 2003 | Sân vận động Quốc gia Bahrain, Manama, Bahrain                 | Malaysia          | 2–0   | 5–1         | Vòng loại Asian Cup 2004          |
| 7  | 20 tháng 10 năm 2003 | Sân vận động Quốc gia Bahrain, Manama, Bahrain                 | Malaysia          | 3–0   | 5–1         | Vòng loại Asian Cup 2004          |
| 8  | 20 tháng 10 năm 2003 | Sân vận động Quốc gia Bahrain, Manama, Bahrain                 | Malaysia          | 4–1   | 5–1         | Vòng loại Asian Cup 2004          |
| 9  | 26 tháng 7 năm 2004  | Sân vận động Long Tuyền Dịch Tứ Xuyên, Thành Đô, Trung Quốc    | Ả Rập Xê Út       | 2–1   | 2–1         | Asian Cup 2004                    |
| 10 | 8 tháng 9 năm 2004   | Sân vận động bóng đá Trung Sơn, Đài Bắc, Đài Loan              | Đài Bắc Trung Hoa | 4–1   | 4–1         | Vòng loại World Cup 2006          |
| 11 | 7 tháng 8 năm 2005   | Sân vận động Quốc gia Bahrain, Manama, Bahrain                 | Bahrain           | 1–1   | 2–2         | Giao hữu                          |
| 12 | 5 tháng 12 năm 2005  | Sân vận động Jassim bin Hamad, Doha, Qatar                     | Ả Rập Xê Út       | 4–0   | 5–1         | Đại hội Thể thao Tây Á 2005       |
| 13 | 5 tháng 12 năm 2005  | Sân vận động Jassim bin Hamad, Doha, Qatar                     | Ả Rập Xê Út       | 5–1   | 5–1         | Đại hội Thể thao Tây Á 2005       |
| 14 | 10 tháng 12 năm 2005 | Sân vận động Jassim bin Hamad, Doha, Qatar                     | Syria             | 2–1   | 2–2 (6–5 p) | Đại hội Thể thao Tây Á 2005       |
| 15 | 15 tháng 7 năm 2006  | Sân vận động Al Abbassiyyine, Damascus, Syria                  | Syria             | 2–0   | 3–1         | Giao hữu                          |
| 16 | 15 tháng 7 năm 2006  | Sân vận động Al Abbassiyyine, Damascus, Syria                  | Syria             | 3–1   | 3–1         | Giao hữu                          |
| 17 | 21 tháng 7 năm 2006  | Sân vận động Quốc vương Abdullah, Amman, Jordan                | Jordan            | 1–2   | 1–2         | Giao hữu                          |
| 18 | 6 tháng 8 năm 2006   | Sân vận động Quốc vương Abdullah, Amman, Jordan                | Jordan            | 1–0   | 1–0         | LG Cup 2006                       |
| 19 | 17 tháng 8 năm 2006  | Sân vận động Quốc vương Abdullah, Amman, Jordan                | Palestine         | 1–0   | 3–0         | Vòng loại Asian Cup 2007          |
| 20 | 17 tháng 8 năm 2006  | Sân vận động Quốc vương Abdullah, Amman, Jordan                | Palestine         | 2–0   | 3–0         | Vòng loại Asian Cup 2007          |
| 21 | 11 tháng 10 năm 2006 | Sân vận động Khalifa bin Zayed, Al Ain, UAE                    | Singapore         | 1–1   | 4–2         | Vòng loại Asian Cup 2007          |
| 22 | 11 tháng 10 năm 2006 | Sân vận động Khalifa bin Zayed, Al Ain, UAE                    | Singapore         | 3–2   | 4–2         | Vòng loại Asian Cup 2007          |
| 23 | 22 tháng 6 năm 2007  | Sân vận động Quốc tế Amman, Amman, Jordan                      | Syria             | 1–0   | 3–0         | Giải vô địch bóng đá Tây Á 2007   |
| 24 | 7 tháng 7 năm 2007   | Sân vận động Quốc gia Rajamangala, Băng Cốc, Thái Lan          | Thái Lan          | 1–1   | 1–1         | Asian Cup 2007                    |
| 25 | 21 tháng 7 năm 2007  | Sân vận động Quốc gia Rajamangala, Băng Cốc, Thái Lan          | Việt Nam          | 1–0   | 2–0         | Asian Cup 2007                    |
| 26 | 21 tháng 7 năm 2007  | Sân vận động Quốc gia Rajamangala, Băng Cốc, Thái Lan          | Việt Nam          | 2–0   | 2–0         | Asian Cup 2007                    |
| 27 | 29 tháng 7 năm 2007  | Sân vận động Gelora Bung Karno, Jakarta, Indonesia             | Ả Rập Xê Út       | 1–0   | 1–0         | Asian Cup 2007                    |
| 28 | 4 tháng 1 năm 2009   | Khu liên hợp thể thao Sultan Qaboos, Muscat, Oman              | Bahrain           | 1–2   | 1–3         | Cúp bóng đá vịnh Ả Rập lần thứ 19 |
| 29 | 10 tháng 7 năm 2009  | Sân vận động Franso Hariri, Erbil, Iraq                        | Palestine         | 2–0   | 3–0         | Giao hữu                          |
| 30 | 17 tháng 11 năm 2010 | Sân vận động Al-Nahyan, Abu Dhabi, UAE                         | Kuwait            | 1–0   | 1–1         | Giao hữu                          |
| 31 | 28 tháng 12 năm 2010 | Sân vận động Hoàng tử Mohamed bin Fahd, Dammam, Ả Rập Xê Út    | Ả Rập Xê Út       | 1–0   | 1–0         | Giao hữu                          |
| 32 | 2 tháng 1 năm 2011   | Sân vận động Grand Hamad, Doha, Qatar                          | Trung Quốc        | 1–1   | 2–3         | Giao hữu                          |
| 33 | 2 tháng 1 năm 2011   | Sân vận động Grand Hamad, Doha, Qatar                          | Trung Quốc        | 2–1   | 2–3         | Giao hữu                          |
| 34 | 11 tháng 1 năm 2011  | Sân vận động Ahmed bin Ali, Al Rayyan, Qatar                   | Iran              | 1–0   | 1–2         | Asian Cup 2011                    |
| 35 | 6 tháng 9 năm 2011   | Sân vận động Jalan Besar, Kallang, Singapore                   | Singapore         | 2–0   | 2–0         | Vòng loại World Cup 2014          |
| 36 | 11 tháng 10 năm 2011 | Sân vận động Thâm Quyến, Thâm Quyến, Trung Quốc                | Trung Quốc        | 1–0   | 1–0         | Vòng loại World Cup 2014          |
| 37 | 11 tháng 11 năm 2011 | Sân vận động Grand Hamad, Doha, Qatar                          | Trung Quốc        | 1–0   | 1–0         | Vòng loại World Cup 2014          |
| 38 | 29 tháng 2 năm 2012  | Sân vận động Grand Hamad, Doha, Qatar                          | Singapore         | 2–0   | 7–1         | Vòng loại World Cup 2014          |
| 39 | 29 tháng 2 năm 2012  | Sân vận động Grand Hamad, Doha, Qatar                          | Singapore         | 6–1   | 7–1         | Vòng loại World Cup 2014          |
| 40 | 29 tháng 2 năm 2012  | Sân vận động Grand Hamad, Doha, Qatar                          | Singapore         | 7–1   | 7–1         | Vòng loại World Cup 2014          |
| 41 | 12 tháng 6 năm 2012  | Sân vận động Grand Hamad, Doha, Qatar                          | Oman              | 1–1   | 1–1         | Vòng loại World Cup 2014          |
| 42 | 30 tháng 12 năm 2012 | Sân vận động Al-Nahyan, Abu Dhabi, UAE                         | Tunisia           | 1–2   | 1–2         | Giao hữu                          |
| 43 | 15 tháng 1 năm 2013  | Sân vận động Quốc gia Bahrain, Riffa, Bahrain                  | Bahrain           | 1–0   | 1–1 (4–2 p) | Cúp bóng đá vịnh Ả Rập lần thứ 21 |
| 44 | 18 tháng 1 năm 2013  | Sân vận động Quốc gia Bahrain, Riffa, Bahrain                  | UAE               | 1–1   | 1–2         | Cúp bóng đá vịnh Ả Rập lần thứ 21 |
| 45 | 6 tháng 2 năm 2013   | Sân vận động Al-Rashid, Dubai, UAE                             | Indonesia         | 1–0   | 1–0         | Vòng loại Asian Cup 2015          |
| 46 | 26 tháng 3 năm 2013  | Sân vận động Al-Shaab, Baghdad, Iraq                           | Syria             | 1–0   | 2–1         | Giao hữu                          |
| 47 | 6 tháng 10 năm 2013  | Sân vận động Thành phố Thể thao Camille Chamoun, Beirut, Liban | Yemen             | 3–1   | 3–2         | Giao hữu                          |
| 48 | 11 tháng 11 năm 2013 | Sân vận động Hoàng tử Mohamed bin Fahd, Dammam, Ả Rập Xê Út    | Ả Rập Xê Út       | 1–1   | 1–2         | Vòng loại Asian Cup 2015          |
| 49 | 5 tháng 3 năm 2014   | Sân vận động Sharjah, Sharjah, UAE                             | Trung Quốc        | 1–0   | 3–1         | Vòng loại Asian Cup 2015          |
| 50 | 5 tháng 3 năm 2014   | Sân vận động Sharjah, Sharjah, UAE                             | Trung Quốc        | 2–0   | 3–1         | Vòng loại Asian Cup 2015          |
| 51 | 22 tháng 12 năm 2014 | Sân vận động Sharjah, Sharjah, UAE                             | Kuwait            | 1–1   | 1–1         | Giao hữu                          |
| 52 | 20 tháng 1 năm 2015  | Sân vận động Canberra, Canberra, Úc                            | Palestine         | 1–0   | 2–0         | Asian Cup 2015                    |
| 53 | 23 tháng 1 năm 2015  | Sân vận động Canberra, Canberra, Úc                            | Iran              | 2–1   | 3–3 (7–6 p) | Asian Cup 2015                    |
| 54 | 3 tháng 9 năm 2015   | Sân vận động Shahid Dastgerdi, Tehran, Iran                    | Đài Bắc Trung Hoa | 4–1   | 5–1         | Vòng loại World Cup 2018          |
| 55 | 8 tháng 9 năm 2015   | Sân vận động Quốc gia Rajamangala, Băng Cốc, Thái Lan          | Thái Lan          | 2–0   | 2–2         | Vòng loại World Cup 2018          |
| 56 | 8 tháng 10 năm 2015  | Sân vận động Quốc gia Mỹ Đình, Hà Nội, Việt Nam                | Việt Nam          | 1–1   | 1–1         | Vòng loại World Cup 2018          |
| 57 | 17 tháng 11 năm 2015 | Sân vận động Quốc gia, Cao Hùng, Đài Loan                      | Đài Bắc Trung Hoa | 2–0   | 2–0         | Vòng loại World Cup 2018          |

#### By years
| Iraq national team | Iraq national team | Iraq national team |
| Năm                | Apps               | Goals              |
| ------------------ | ------------------ | ------------------ |
| 2002               | 5                  | 1                  |
| 2003               | 6                  | 7                  |
| 2004               | 12                 | 2                  |
| 2005               | 5                  | 4                  |
| 2006               | 10                 | 8                  |
| 2007               | 15                 | 5                  |
| 2008               | 11                 | 0                  |
| 2009               | 11                 | 2                  |
| 2010               | 8                  | 2                  |
| 2011               | 17                 | 6                  |
| 2012               | 9                  | 5                  |
| 2013               | 14                 | 6                  |
| 2014               | 7                  | 3                  |
| 2015               | 15                 | 6                  |
| 2016               | 3                  | 0                  |
| Total              | 148                | 57                 |

### Famous international matches
- ngày 24 tháng 3 năm 2002 – Iraq 1–4 Cagliari Calcio (Scored on his debut for Iraq but this was not an international match)
- ngày 7 tháng 9 năm 2002 – Iraq 3–2 Jordan (a.e.t.) (Iraq were losing 2–1 to Jordan in the final of the 2002 WAFF Championship; in the last few minutes, Mahmoud was substituted onto the field and scored his first international goal in the 89th minute to send the match to extra time, and because of it Iraq won their first WAFF Championship)
- ngày 15 tháng 8 năm 2003 – Iraq 1–0 Morocco (Scored the winning goal in the final of the Prince Abdullah Al-Faisal Friendship Cup)
- ngày 8 tháng 10 năm 2003 – Iraq 5–1 Bahrain (Scored 4 goals (including a lob and a 20-yard strike), the most he scored in a single international game for Iraq)
- ngày 12 tháng 8 năm 2004 – Iraq 4–2 Portugal (Scored 1 goal and played a big part in two others as Iraq pulled off one of the best victories in their history)
- ngày 10 tháng 12 năm 2005 – Iraq 2–2 Syria (6–5 on PK) (Scored Iraq's 2nd goal in the West Asian Games final with a first-time half-volley from outside the box)
- ngày 11 tháng 10 năm 2006 – Iraq 4–2 Singapore (Scored 2 goals to help Iraq qualify for the 2007 AFC Asian Cup; the 1st one was a solo goal where he dribbled past 3 players and nutmegged another, and the 2nd goal was a long-shot from nearly 30 yards out)
- ngày 6 tháng 12 năm 2006 – Iraq 4–0 Malaysia (Scored 2 goals in the same minute)
- ngày 21 tháng 7 năm 2007 – Iraq 2–0 Vietnam (Scored within 65 seconds of the start of the match and also scored the 2nd goal from a free-kick)
- ngày 29 tháng 7 năm 2007 – Iraq 1–0 Saudi Arabia (Scored the winning goal in the final of the 2007 AFC Asian Cup to win Iraq their first Asian Cup)
- ngày 20 tháng 1 năm 2015 – Iraq 2–0 Palestine (Became the 1st player to score in 4 different (and consecutive) Asian Cups (2004, 2007, 2011, 2015))
- ngày 28 tháng 3 năm 2015 – Iraq 2–1 DR Congo (Broke the record for most international caps for Iraq with 138 caps, overtaking Hussein Saeed)
- ngày 17 tháng 11 năm 2015 – Iraq 2–0 Chinese Taipei (Assisted the 1st goal with a cross after beating 2 players, before scoring his last ever goal for Iraq with a free-kick from 25 yards out)
- ngày 29 tháng 3 năm 2016 – Iraq 1–0 Vietnam (his last match for Iraq)

## Panenka penalties
Mahmoud is known for his frequent use of the Panenka penalty. He has performed this type of penalty in both club and international games on a total of 7 occasions.
| Date                      | Team      | Opponent | Competition                    | Period of game   | Outcome of penalty | Match result     |
| ------------------------- | --------- | -------- | ------------------------------ | ---------------- | ------------------ | ---------------- |
| ngày 15 tháng 10 năm 2011 | Al-Wakrah | Qatar SC | 2011–12 Qatar Stars League     | Normal time      | Yes                | 5–1 W            |
| ngày 1 tháng 12 năm 2011  | Al-Wakrah | Al-Ahli  | 2011–12 Qatar Stars League     | Normal time      | No                 | 2–2 D            |
| ngày 12 tháng 6 năm 2012  | Iraq      | Oman     | 2014 FIFA World Cup Qualifiers | Normal time      | Yes                | 1–1 D            |
| ngày 15 tháng 1 năm 2013  | Iraq      | Bahrain  | 21st Arabian Gulf Cup          | Penalty shootout | Yes                | 1–1 D (4–2 W p.) |
| ngày 4 tháng 1 năm 2015   | Iraq      | Iran     | Friendly match                 | Normal time      | No                 | 0–1 L            |
| ngày 23 tháng 1 năm 2015  | Iraq      | Iran     | 2015 AFC Asian Cup             | Penalty shootout | Yes                | 3–3 D (7–6 W p.) |
| ngày 15 tháng 4 năm 2015  | Erbil     | Ahal     | 2015 AFC Cup                   | Normal time      | Yes                | 2–3 L            |

## Ballon d'Or Nomination
Younis Mahmoud is the only Iraqi player in history to have made the Ballon d'Or shortlist, when he finished 29th in 2007. He was the only outfield player on the list who didn't play his club football in Europe and was the only Asian player to make the final 30. Kaká won the Ballon d'Or that year, while Mahmoud earned two points, finishing ahead of 20 world-renowned players including the likes of Samuel Eto'o, David Beckham và Robin van Persie.

## Honours

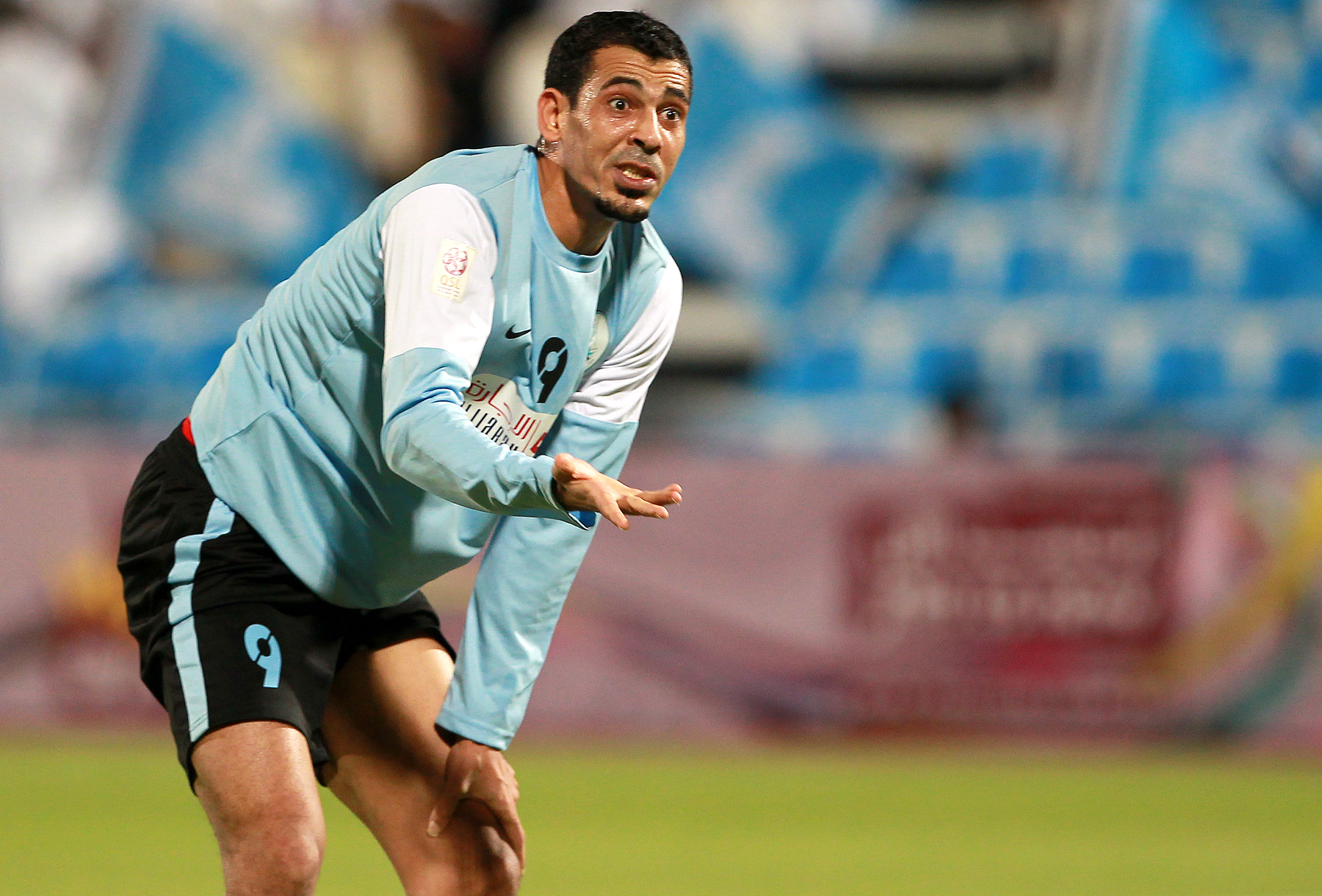
Younis Mahmoud playing for Al-Wakrah in 2011.

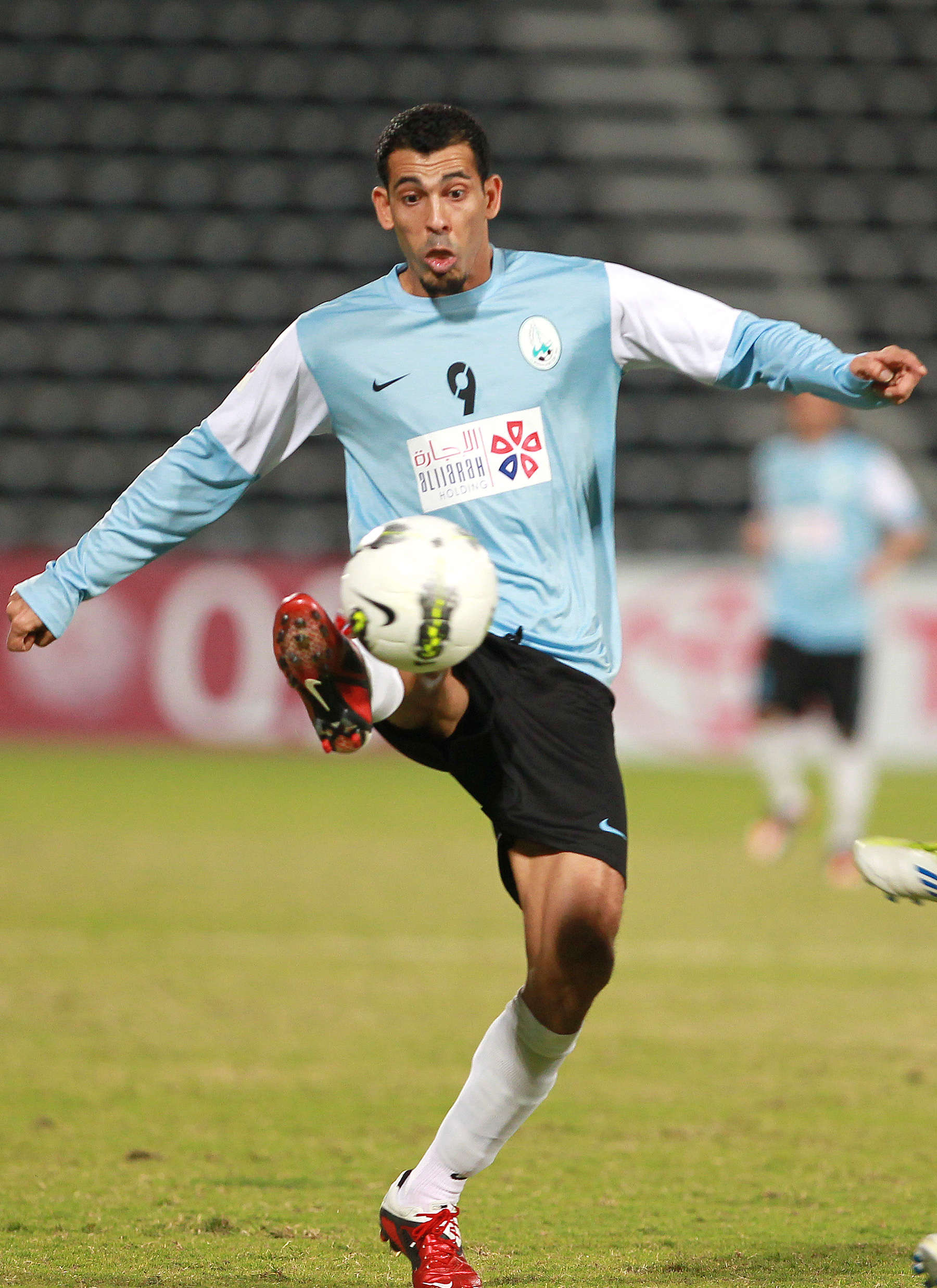
Younis Mahmoud playing for Al-Wakrah in 2011.

### Club
Kirkuk
- Iraq Division One: 2000–01

Al-Talaba
- Iraqi Premier League: 2001–02
- Iraq FA Cup: 2001–02, 2002–03
- Iraqi Super Cup: 2002
- Baghdad Cup: 2001

Al-Shorta
- Arab Police Championship: 2002

Al-Khor
- Qatar Crown Prince Cup: 2005

Al-Gharafa
- Qatar Stars League: 2007–08, 2008–09, 2009–10
- Emir of Qatar Cup: 2009
- Qatar Crown Prince Cup: 2010, 2011
- Sheikh Jassim Cup: 2007
- Qatari Stars Cup: 2009

Al-Arabi
- Sheikh Jassim Cup: 2008

Al-Wakrah
- Qatari Stars Cup: 2011–12

Al-Sadd
- Qatar Stars League: 2012–13

### International
Iraq Olympic
- Prince Abdullah Al-Faisal Friendship Cup: 2003

Iraq
- West Asian Football Federation Championship: 2002
- West Asian Games: 2005
- AFC Asian Cup: 2007
- UAE International Cup: 2009

### Individual
- Kirkuk Governorate's Player of the Season: 1997–98
- Top scorer of the Iraqi Elite Cup: 2001
- Top scorer of the Prince Abdullah Al-Faisal Friendship Cup: 2003
- UAFA's Top 5 Arab Players of the Season: 2003–04
- Top scorer of the Emir of Qatar Cup: 2004, 2005, 2006
- Top scorer of the West Asian Games: 2005
- Top scorer of the Qatar Stars League: 2006–07, 2009–10, 2010–11
- Top scorer of the AFC Asian Cup: 2007
- Best player of the AFC Asian Cup: 2007
- IFA's Iraqi Player of the Year: 2007
- Al-Hadath's Arab player of the Year: 2007
- Al-Ahram's Arab player of the Year: 2007
- Zaman's Player of the Year: 2007
- Al-Watan's Arab Player of the Year: 2007
- La Gazzetta dello Sport's Giacinto Facchetti Award: 2007[12]
- Ballon d'Or nominee (29th place): 2007
- Asian Footballer of the Year nominee (2nd place): 2007
- Qatar Stars League's Player of the Season: 2007–08

## Personal life
Mahmoud is a Sunni Muslim of Iraqi Turkmen origin. He has married three times. His younger brother Omar Mahmoud is also a footballer.

### Charity
- After becoming the top scorer in the Qatari Stars League for the 2006–07 season, he earned $100,000 as a reward from the Qatar Football Association, which he donated to build a mosque in his home town of Kirkuk.
- After winning La Gazzetta dello Sport's Facchetti award, he won a cheque for €10,000, which he donated to an Iraqi charity.